# Camiri (cratera)
Camiri é uma cratera marciana. Tem como característica 26.4 quilômetros de diâmetro. Deve o seu nome a Camiri, uma cidade na Bolívia.